# El'ad
El'ad ou Elad (em hebraico:  אלעד) é uma cidade de Israel, no distrito Central, com 31 300 habitantes.